# Kaliumnatriumtartraat
Kaliumnatriumtartraat, ook Rochellezout of seignettezout genoemd, is het kalium-natrium-zout van wijnsteenzuur. In zuivere toestand is het een kleurloze kristallijne vaste stof, die goed oplosbaar is in water.

## Toepassingen
Als toegelaten voedingsadditief (E337) zuurteregelaar en antioxidant wordt het gewonnen uit afval van de wijnindustrie. In het biureetreagens wordt kaliumnatriumtartraat gebruikt om Cu2+ in het voor die reactie noodzakelijke basische milieu in oplossing te houden.
In de organische synthese wordt een verzadigde waterige oplossing van kaliumnatriumtartraat gebruikt om aluminiumzouten uit een reactiemengsel te verwijderen, bijvoorbeeld na een reductie met di-isobutylaluminiumhydride (DIBALH) of lithiumaluminiumhydride.